# Diagnosi mèdica
La diagnosi mèdica, també coneguda com a diagnòstic de malalties i detecció de malalties, s'entén generalment com el resultat de la detecció o determinació d'una malaltia. (L'activitat s'anomena diagnosi o diagnòstic). La paraula deriva del grec antic: διάγνωσις, diágnosis (discerniment, examen, decisió).
Es crea un diagnòstic a través d'una visió general i una valoració exhaustiva de les troballes realitzades en una persona malalta com adiagnòstic mèdic. Aquests poden ser, per exemple, queixes individuals i signes de malaltia (símptomes) o combinacions típiques de símptomes (síndrome). Les troballes normals o les desviacions no patològiques de la norma també poden contribuir al diagnòstic. Aquestes troballes es recullen mitjançant un interrogatori sistemàtic (anamnesi), mitjançant un examen físic i mitjançant exàmens químics o tècnics. El diagnòstic és crucial per al curs posterior del tractament i, per tant, la base de la teràpia. No s'ha de confondre amb el pronòstic (estimació de l'evolució del pacient).
En els sistemes de classificació mèdica, com la classificació internacional de malalties (CIE), els diagnòstics es divideixen esquemàticament en grups i, per tant, es cartografien de manera aproximada. El terme diagnòstic també s'utilitza en psicologia. En l'àmbit de la infermeria, un diagnòstic d'infermeria és una condició o un problema de salut que provoca o influeix en les mesures d'infermeria.

## Procés diagnòstic
El diagnòstic clínic requereix tenir en compte els dos aspectes de la lògica, és a dir, l'anàlisi i la síntesi, utilitzant diverses eïnes com l'anamnesi, la història clínica, una exploració física i exàmens complementaris (en cas de ser necessaris).
El diagnòstic mèdic s'estableix, a partir de símptomes, signes i les troballes d'exploracions complementàries, quina és la malaltia que pateix una persona. Generalment, una malaltia no està relacionada d'una forma biunívoca amb un símptoma, és a dir, un símptoma no és exclusiu d'una malaltia. Cada símptoma o troballa en una exploració presenta una probabilitat d'aparició en cada malaltia.
El teorema de Bayes ajuda al diagnòstic d'una malaltia a partir dels símptomes i altres troballes que presenta el pacient. Si les malalties són mútuament excloents, es coneix les seves prevalences i la freqüència d'aparició de cada símptoma en cada malaltia. Segons la prevalença de cada malaltia a cada població, un mateix conjunt de símptomes o síndromes pot produir un diagnòstic diferent, és a dir, cada síndrome pot estar produït per una malaltia diferent en cada territori.

## Eines diagnòstiques

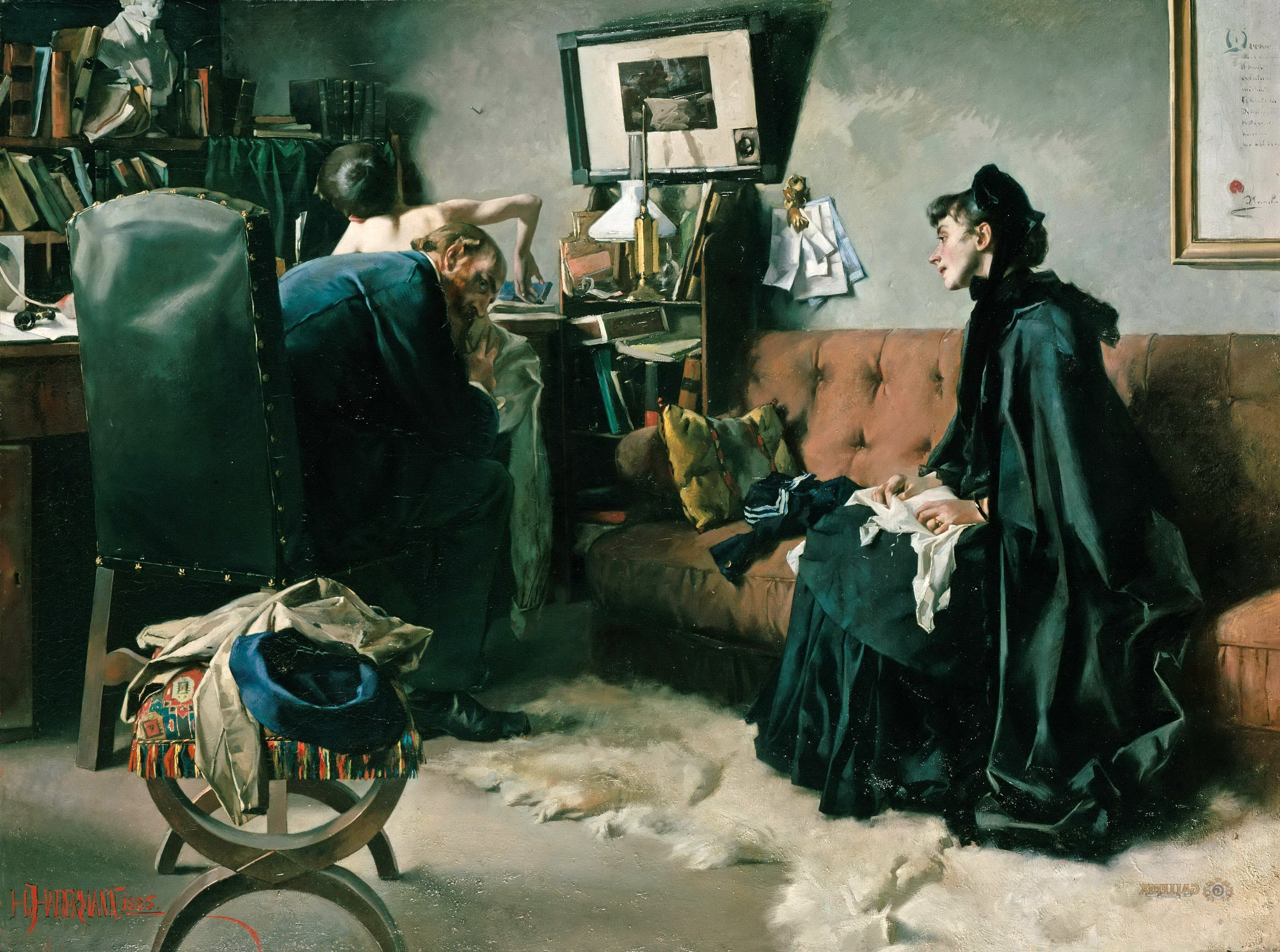
"Consulta (un nen amb problemes)" Konsultation (Ein Sorgenkind) de Hugo von Habermann (1886).

- Els símptomes: Són les experiències subjectives negatives físiques que refereix el pacient, recollides pel metge en l'anamnesi durant l'entrevista clínica, amb un llenguatge mèdic, és a dir, comprensible per a tots els metges. Per exemple: els pacients a la sensació de falta d'aire o percepció incòmoda i desagradable en la respiració (dispnea), en diuen ofec, angoixa, fatiga, cansament fàcil ...
- Els signes: Són les troballes objectives que detecta el metge observant al pacient, per exemple: la taquipnea a més de 30 respiracions per minut. La semiòtica mèdica o semiologia clínica és la part de la medicina que tracta els signes de les malalties des del punt de vista del diagnòstic i del pronòstic.
- L'exploració física o Semiotècnica: Consisteix en diverses maniobres que realitza el metge sobre el pacient, sent les principals- la inspecció, la palpació, la percussió, l'auscultació, com també és molt important a tenir en compte l'olor- amb les que s'obtenen signes clínics més específics.
- Les exploracions complementàries o exàmens complementaris: Generalment, els signes i símptomes defineixen una síndrome que pot estar ocasionat per diverses malalties. El metge ha de formular una hipòtesi sobre les malalties que poden estar ocasionant la síndrome i per comprovar la certesa de la hipòtesi sol·licita exploracions complementàries.

Tots els símptomes referits en l'anamnesi i els signes objectivats en l'exploració física són anotats a la història clínica del pacient.

## Tipus d'exploracions complementàries
Les exploracions complementàries confirmen o descarten una malaltia en concret, abans d'iniciar un tractament. De vegades no ofereixen cap tipus d'informació útil, sobretot quan es sol·liciten sense cap mena de criteri o no existeix un diagnòstic diferencial.
Aquest tipus d'exploracions complementàries són per exemple: les determinacions del laboratori, que solen ser determinacions químiques o biològiques in vitro en mostres generalment de líquids corporals (sang, orina, femta, líquid cefalorraquidi, semen, etc.). També hi ha els procediments de diagnòstic per la imatge: com l'ecografia, la radiografia simple, la TAC, la imatgeria per ressonància magnètica, o la PET. Així com els Procediments endoscòpics (els quals es caracteritzen per una exploració instrumental -amb un endoscopi- de la superfície interna de cavitats i conductes de l'organisme) que són la Fibrobroncoscòpia que examina els bronquis, la Colonoscòpia que és l'examen del còlon, la Gastroscòpia que és l'examen visual directe de l'interior de l'estómac, la Colposcòpia que tracta la porció vaginal del coll uterí, la Toracoscòpia que examina el tòrax, la Laringoscòpia explora la laringe, la Biòpsia que és l'extracció i l'examen microscòpic d'un fragment de teixit viu, i el Tacte rectal que és una examinació mitjançant el palpament del recte.

## Tipus de diagnòstic
- Diagnòstic clínic o individual: és el total emès a partir del contrast de tots els esmentats i de les condicions personals del malalt. Tots aquests factors determinen qualitativa i quantitativament el quadre clínic, de manera que aquest pot ser diferent encara que l'entitat morbosa sigui la mateixa. A això es refereix la màxima «no hi ha malalties, sinó malalts».
- Diagnòstic de certesa: és el diagnòstic confirmat mitjançant de la interpretació i anàlisi de mètodes complementaris.
- Diagnòstic diferencial: és el coneixement al qual s'arriba després de l'avaluació crítica comparativa de les seves manifestacions més comunes amb les d'altres malalties.
- Diagnòstic per exclusió: quan s'arriba per un procés d'eliminació d'altres trastorns similars.
- Diagnòstic etiològic: és el que determina les causes de la malaltia, és essencial per al diagnòstic total de moltes malalties i per al seu tractament.
- Diagnòstic genèric: el seu objectiu és determinar si el subjecte està o no malalt. Poden plantejar-se problemes de judici, perquè cal comptar amb una possible simulació i amb les neurosis i histèries, que constitueixen veritables malalties.
- Diagnòstic heroic: és quan el diagnòstic es converteix en una obsessió, en un absurd, en una mena d'imposició mental i professional, és a dir, és un diagnòstic extrem en el sentit de "per si mateix", i innecessari.
- Diagnòstic lesional, anatòmic o topogràfic: és la localització i identificació de les lesions en els diferents òrgans i teixits.
- Diagnòstic nosològic: és la determinació específica de la malaltia.
- Diagnòstic patogenètic: consigna els mecanismes que produeixen la malaltia per l'acció de les causes i la reacció orgànica.
- Diagnòstic presumptiu: és aquell que el professional considera possible basant-se en les dades obtingudes en l'anamnesi i l'examen físic.
- Diagnòstic sindròmic i funcional: les síndromes són conjunts de signes i símptomes amb un desenvolupament comú, per exemple: la síndrome ictèrica (pell groga, orines enceses, femta descolorida, etc.). Encara que en algunes ocasions no es pot avançar més, permet una diagnosi patogenètic parcial, però que possibiliti un tractament funcional.
- Diagnòstic simptomàtic: té per objectiu la identificació de la malaltia mitjançant els símptomes. Generalment, un símptoma aïllat no dona una indicació precisa de la malaltia, ja que pot ser propi de moltes altres.

## Autodiagnosi
Ningú coneix el seu cos millor que un mateix, però l'autodiagnosi per part del pacient és sempre fortament desaconsellat pels metges, ja que el pacient pot provocar fàcilment distorsions o biaix sobre la naturalesa real del trastorn o malaltia basat en les seves pors i esperances de recuperació, mentre que sempre és recomanable posar-se en contacte amb el seu metge de família o un especialista per a visites en profunditat i cribratge.

## Problemes del diagnòstic
- Diagnòstic tardà
- Diagnòstic absent
- Diagnòstic genèric
- Diagnòstic inexacte
- Diagnòstic de moda
- Sobrediagnosi
- Etiquetació
- Cascada diagnòstica

## Característiques d'una tècnica de diagnosi
Es considera que una tècnica de diagnosi és bona quan ofereix resultats positius en malalts i negatius en pacients sans, amb el menor rang d'error possible.
Per tant, les condicions que han de ser exigides en una tècnica de diagnosi són principalment tres:
- Validesa és el grau en què una tècnica mesura el que es suposa que ha de mesurar, és a dir, la freqüència amb què els resultats obtinguts amb aquest test poden ser confirmats per altres més complexos i rigorosos. Els paràmetres que mesuren la validesa d'una prova diagnòstica són la sensibilitat i l'especificitat.
- Reproductivitat és la capacitat d'una tècnica d'oferir els mateixos resultats quan es repeteix la seva aplicació en circumstàncies similars. La reproductivitat ve determinada per la variabilitat biològica del fet observat, la introduïda pel mateix observador i la derivada del mateix test.
- Seguretat és la certesa que té una tècnica de predir la presència o absència de malaltia en un pacient. La seguretat ve determinada pel valor predictiu d'un resultat positiu o negatiu, és a dir, la probabilitat que essent un test positiu el pacient estigui realment malalt.

## Validesa d'una tècnica diagnòstica
El cas més senzill és el d'una prova dicotòmica, la qual classifica a cada pacient com sa o malalt, en funció del resultat de la prova sigui positiu o negatiu. D'aquesta manera, un resultat positiu es correspon normalment amb la presència de la malaltia estudiada i un resultat negatiu amb l'absència d'aquesta.
En general, se sol treballar amb una població heterogènia de pacients, de manera que les dades obtingudes permeten classificar-los en quatre grups, els quals solen representar en una taula 2X2. En ella, s'enfronta el resultat de la prova diagnòstica (en files) amb l'estat real dels pacients (en columnes) o sinó, el resultat de la prova de referència o "gold standard" que anem a utilitzar. El resultat de la prova pot ser positiu o negatiu, però aquests poden ser correctes o incorrectes, donant lloc a quatre tipus de resultats: veritables positius, veritables negatius, falsos positius i falsos negatius.
| Resultat de la prova | Malalt                   | Sa                       |
| -------------------- | ------------------------ | ------------------------ |
| Positiu              | Veritables positius (VP) | Falsos positius (FP)     |
| Negatiu              | Falsos negatius (FN)     | Veritables negatius (VN) |

El que determina la validesa de la tècnica utilitzada serà el càlcul dels valors de la sensibilitat i l'especificitat.
- La Sensibilitat ens indica la probabilitat que hi ha que un pacient estigui realment malalt essent el resultat del seu test positiu. Per tant, és la capacitat d'un test per detectar realment la presència de la malaltia. La sensibilitat es pot estimar com la proporció de pacients malalts que van obtenir un resultat positiu en la prova diagnòstica, és a dir, la proporció de veritables positius, o de malalts diagnosticats, respecte del total de malalts en la població d'estudi. Així:

{\displaystyle {\mbox{Sensibilitat}}={\frac {(VP)}{(VP+FN)}}}
- L'Especificitat és la probabilitat que un pacient estigui realment sa després d'obtenir un resultat del test negatiu. És la capacitat d'un test per detectar l'absència de malaltia. Així, l'especificitat pot estimar com la proporció de pacients sans que van obtenir un resultat negatiu en la prova diagnòstica, és a dir, la proporció de veritables negatius, o de sans reconeguts com a tal, respecte del total de sans a la població. D'aquesta manera:

{\displaystyle {\mbox{Especificitat}}={\frac {(VN)}{(VN+FP)}}}
L'ideal és treballar amb tècniques diagnòstiques d'alta sensibilitat i especificitat, superant, com a mínim, el 80% en els dos casos. Tanmateix, això no sempre és possible. En general, una tècnica molt sensible serà especialment adequada en aquells casos en què el fet de no diagnosticar la malaltia pot resultar fatal per als malalts, o en malalties en què un fals positiu no produeixi seriosos trastorns psicològics o econòmics per al pacient.
En canvi, les tècniques amb una alta especificitat són necessàries en malalties greus però sense tractament disponible que les faci curables, quan hi hagi gran interès per conèixer l'absència de malaltia o quan diagnosticar una malaltia a un pacient, essent fals positiu, pugui comportar greus conseqüències, ja siguin físiques, psicològiques o econòmiques.

## Seguretat d'una tècnica diagnòstica
Tant la sensibilitat com l'especificitat proporcionen informació sobre la probabilitat d'obtenir un resultat concret (positiu o negatiu) en funció de la veritable condició del pacient respecte la malaltia. No obstant això, quan a un pacient se li realitza algun test, el metge no té informació a priori sobre el veritable diagnòstic, i més aviat la pregunta es planteja en sentit contrari: davant un resultat positiu o negatiu en el test, quina és la probabilitat que el pacient estigui realment malalt?. Els paràmetres que proporcionen aquesta informació (probabilitat post-test) al metge són els anomenats valors predictius.
Els valors predictius dependran de la prevalença de la malaltia en la població en estudi. Serà per tant un valor no extrapolable a poblacions diferents. Existeixen dos tipus de valor predictiu, que es detallen a continuació:
- El valor predictiu positiu que indica la probabilitat que el pacient pateixi la malaltia després d'obtenir un resultat positiu en el test. Per tant, el valor predictiu positiu (VPP) pot estimar com la proporció de veritables positius respecte del total de resultats positius obtinguts en el test, és a dir, el nombre real de malalts respecte de tots els resultats que indiquen presència de malaltia. Així:

{\displaystyle VPP={\frac {(VP)}{(VP+FP)}}}
- El valor predictiu negatiu és la probabilitat que el pacient no pateixi la malaltia després d'obtenir un resultat negatiu en el test. D'aquesta manera, el valor predictiu negatiu (VPN) es pot estimar com la proporció de veritables negatius respecte del total de resultats negatius obtinguts en el test, és a dir, el nombre real de pacients sans respecte de tots els resultats que indiquen absència de malaltia. Aleshores:

{\displaystyle VPN={\frac {(VN)}{(VN+FN)}}}

## Diagnòsticin vitroiin vivo
Hi ha dos tipus de diagnòstics mèdics:
- El diagnòstic in vivo  és en el cos del pacient per exemple amb raig X, ressonància magnètica, etc.).
- El diagnòstic in vitro  amb mostres de fluids corporals (sang, orina, etc.) en un laboratori clínic o prop del pacient.